# Heishui Mohe
Die Heishui Mohe (chinesisch 黑水靺鞨, Pinyin Hēishuǐ Mòhé; Mandschu:  auch: Sahaliyan i Aiman, chinesisch 薩哈廉部, Heuksu Malgal, dt. Schwarzfluss-Mohe) waren ein Stamm der Mohe in der Äußeren Mandschurei, eines Tungusischen Volkes im Gebiet des Amur (chinesisch 黑水, Pinyin Hēi Shuǐ). Heute gehört das Gebiet zu den Regionen Chabarowsk, Oblast Amur und Jüdische Autonome Oblast von Russland, sowie zu Heilongjiang in China.

## Geschichte
Die südlichen Schwarzfluss-Mohe werden erstmals greifbar als Untertanen von Seon von Balhae (선왕) des Reichs Balhae. Balhae wurde von den Kitan (Liao-Dynastie) 926 n.C. erobert.
Gelegentlich werden die Heishui Mohe mit den Jurchen in Verbindung gebracht, welche im 10. Jahrhundert die chinesische Jin-Dynastie begründet haben und die später den Kern des Volks der Mandschu bildeten, welche im 17. Jahrhundert die Qing-Dynastie begründeten. Die Jurchen lebten jedoch in den Wäldern und Flusstälern in einem Gebiet, welches heute zwischen Chinas Provinz Heilongjiang und Russland Region Primorje aufgeteilt ist. Dieses Gebiet liegt außerhalb des Siedlungsgebiets der Heishui Mohe und Verbindungen zwischen diesen Stämmen sind rine Vermutung.

## Kultur
Die Mohe aßen Schweinefleisch, betrieben ausgiebig Schweinezucht und waren überwiegend sesshaft und verwendeten auch Schweine- und Wolfsfelle für Mäntel. Sie waren überwiegend Landwirte und bauten Sojabohnen, Weizen, Hirse und Reis an. Daneben betrieben sie die Jagd.

## Archäologie
Moderne Archäologen auf beiden Seiten des Flusses Amur/Heilongjiang haben eine Reihe von Schlussfolgerungen über die Übereinstimmung der entdeckten archäologischen Kulturen mit den aus antiken Aufzeichnungen bekannten ethnischen Gruppen gezogen. Laut russischen Archäologen bildete das Kleine Hinggan-Gebirge vor der zweiten Hälfte des 7. Jahrhunderts n. Chr. eine natürliche Grenze zwischen zwei Gruppen archäologischer Kulturen. Westlich des Verbreitungsgebiets folgte auf die Talakan-Kultur (талаканская культура) die Michailowskaja-Kultur (михайловская культура), die mit den mongolischsprachigen Shiwei identifiziert wurde. Östlich des Verbreitungsgebiets wurde die Poltsevo-Kultur (польцевская культура) und die Naifeld-Gruppe (найфельдская группы – aufgrund der Funde auf der chinesischen Seite des Flusses auch als Tongzhen-Kultur bekannt) der Mohe-Kultur gefunden; letztere wurde mit dem tungusischen Volk der Heishui Mohe identifiziert.
Den archäologischen Befunden zufolge wanderten im späten 7. bis 10. Jahrhundert n. Chr. einige Heishui Mohe der Naifeld-Kultur westlich des Verbreitungsgebiets aus (in den Abschnitt des Amur-Tals westlich des Bureya und möglicherweise auch in das Einzugsgebiet des Nen Jiang) und verschmolzen mit der indigenen Bevölkerung (was zum Beispiel durch das Vorhandensein der mit der autochthonen Michailowskaja-Kultur verbundenen Ornamente auf den Keramiken des Naifeld-Volkes belegt wird, das in das frühere Gebiet der Michailowskaja eingewandert war). Moderne Forscher vermuten, dass die Migration einiger Mohe-Völker westlich des Verbreitungsgebiets im späten 7. und frühen 8. Jahrhundert möglicherweise durch den Druck der weiter südlich gelegenen Balhae verursacht wurde.
Etwa zur gleichen Zeit wanderte auch eine andere Mohe-Gruppe, die Sumo Mohe aus dem Sungari-Tal, in das westliche Amur-Tal aus. Welche Mohe-Gruppe zuerst in die Region kam, bleibt umstritten und hängt von der Radiokarbon- und stratigraphischen Datierung verschiedener Fundorte ab.
Es gibt einige archäologische Hinweise auf die Migration der Sumo Mohe nach Nordosten, an die Küste des Ochotskischen Meeres. Dort treten Einflüsse der Naifeld-Kultur an Keramiken der Tokarevo-Kultur zu Tage.

## Anführer
- Nishuliji (chinesisch 倪屬利稽, Pinyin Níshǔlìjī) ca. 722.
- Gao Ziluo / Go Jara (chinesisch 高子羅, Pinyin Gāo Zǐluó), übergelaufen zu den Goryeo mit 170 Männern, Februar 921.
- A-gu-lang / A-eo-han (chinesisch 阿於閒, Pinyin Āyúxián), übergelaufen zu den Goryeo mit 200 Männern, April 921.
- Adoutuofu / Adutabul (chinesisch 阿豆陀弗), Tribut an Hyeonjong of Goryeo 1021.